# Columbia (Wirginia)
Columbia – miasto w Stanach Zjednoczonych, w stanie Wirginia, w hrabstwie Fluvanna.